# Robert Henry Codrington
Robert Henry Codrington (15 de setembro de 1830, Wroughton, Wiltshire – 11 de setembro de 1922) foi um sacerdote anglicano e antropólogo que fez o primeiro estudo da sociedade e cultura Melanésia. Seu trabalho ainda é considerado um clássico da etnografia.
Codrington escreveu: "Um dos primeiros deveres de um missionário é tentar entender o povo entre o qual ele trabalha," e ele mesmo refletia um profundo compromisso com esse valor. Codrington trabalhou como diretor da escola da Missão Melanésia na Ilha Norfolque de 1867 a 1887. Ao longo de seus muitos anos com o povo melanésio, adquiriu um profundo conhecimento de sua sociedade, línguas e costumes através de uma estreita associação com eles. Ele também estudou intensivamente as "línguas melanésias", incluindo a língua Mota.
Ele popularizou o uso da palavra "mana" no Ocidente e descreveu a mana "como um poder generalizado que é percebido em objetos que aparecem de algum modo fora do comum, ou que é adquirido por pessoas que os possuem."